# Abramis brama
A brema (nome científico: Abramis brama) é uma espécie de peixe da família Cyprinidae.
A sua área de distribuição corresponde à Europa e Ásia.
É uma espécie de peixe de água doce, bentopelágico, de regiões temperadas, que pode atingir 82 cm de comprimento.
O seu nome comum é brema.

## Potencial invasor na Península Ibérica
A espécie não é nativa da Península Ibérica, tendo sido registada a primeira ocorrência nesta região em 2004. Em Portugal está dado como espécie introduzida, em data e origem desconhecidas, estando provavelmente estabelecido no meio natural.
Devido ao seu potencial invasor ou devido à susceptibilidade de converter-se numa ameaça grave por competir com as espécies silvestres autóctones, alterar a sua pureza genética ou os equilíbrios ecológicos, esta espécie foi incluída na Lista Espanhola de Espécies exóticas Invasoras, aprovada por Real Decreto 1628/2011, de 14 de Novembro, estando proibida em Espanha a sua introdução no meio natural em todo o território e nas zonas marinhas jurisdicional, excepto mediante autorização administrativa em recintos isolados do meio natural vinculados à actividade humana.